# Гаттатико
Гаттатико (итал. Gattatico) —  коммуна в Италии, в провинции Реджо-нель-Эмилия области Эмилия-Романья.
Население составляет 5462 человека (на 2004 г.), плотность населения составляет 128 чел./км². Занимает площадь 42 км². Почтовый индекс — 42043. Телефонный код — 0522.